# Grimsby (film)
Grimsby (v Severní Americe vydáno pod názvem The Brothers Grimsby) je špionážní akční filmová komedie z roku 2016, kterou režíroval Louis Leterrier a napsali ji Sacha Baron Cohen, Phil Johnston a Peter Baynham.

## Děj
Nobby má všechno, co od života potřebuje, milující přítelkyni a děti. Tíží ho jediná věc, zmizení mladšího bratra Sebastiana, kterého hledá již 28 let. Když ho najde, tak zjistí, že je to jeden z nejnebezpečnějších agentů světa. Sebastian hodlá zastavit velký teroristický útok. Je ale křivě obviněn a musí utéct. Na pomoc zachránit svět a očistit své jméno si musí vzít na pomoc svého staršího bratra Nobbyho.

## Obsazení
- Sacha Baron Cohen jako Kyle Alan "Nobby" Butcher
- Mark Strong jako Sebastian Graves
- Isla Fisher jako Jodie Figgs
- Rebel Wilson jako Dawn Grobham
- Penélope Cruz jako Rhonda George
- Gabourey Sidibe jako Banu
- Annabelle Wallis jako Lina Smit
- David Harewood jako Black Gareth
- John Thomson jako Bob Tolliver
- Ricky Tomlinson jako Paedo Pete
- Johnny Vegas jako Milky Pimms
- Scott Adkins jako Pavel Lukashenko
- Sam Hazeldine jako Chilcott
- Barkhad Abdi jako Tabansi Nyagura
- Tamsin Egerton jako Carla Barnes
- Ian McShane jako MI6 špionský šéf
- Miles Jupp jako policista
- Nathan Joel Jukes jako Stabber
- Peter Baynham jako správce parkoviště

## Produkce

### Vývoj
V říjnu 2013 byl Sacha Baron Cohen spatřen na fotbalovém zápase mezi Grimsby Town a Cambridge United. Byl oblečen v dresu Grimsby. Po zápase se bavil s fanoušky města v nedaleké hospodě. Později bylo potvrzeno, že si pro film vybírá města a že si prohlédl také Scunthorpe, Hull a Newcastle, aby našel inspiraci pro svou novou roli. Dne 3. prosince 2013 se režie ujal Louis Leterrier.

### Natáčení
Hlavní natáčení filmu začalo 4. června 2014 na nádraží North Weald a v okolí Epping Forest v anglickém Essexu.
Poté se natáčení přesunulo do Jihoafrické republiky.
V červenci téhož roku se několik dní natáčelo v Tilbury FC.

## Vydání
Filmová premiéra byla několikrát posouvána. Konečná stanovená premiéra proběhla 11. března 2016.
Snímek byl špatně přijat filmovými kritiky a nevrátil se mu rozpočet 35 milionů dolarů, takže se stal kasovním propadákem.